# Gephyrolina paragonopora
Gephyrolina paragonopora is een lintworm (Platyhelminthes; Cestoda). De worm is tweeslachtig. De soort leeft als parasiet in andere dieren.
Het geslacht Gephyrolina, waarin de lintworm wordt geplaatst, wordt tot de familie Schizochoeridae gerekend. De wetenschappelijke naam van de soort werd voor het eerst geldig gepubliceerd in 1923 door Woodland.